# 丁坞遗址
丁坞遗址，位于山东省东平县大羊镇丁坞村西北，为一处古文化遗址。为县级文物保护单位。

遗址面积约2.4万平方米，文化堆积厚1~2.5米，下层为大汶口文化层，上层为龙山文化层。

## 文物

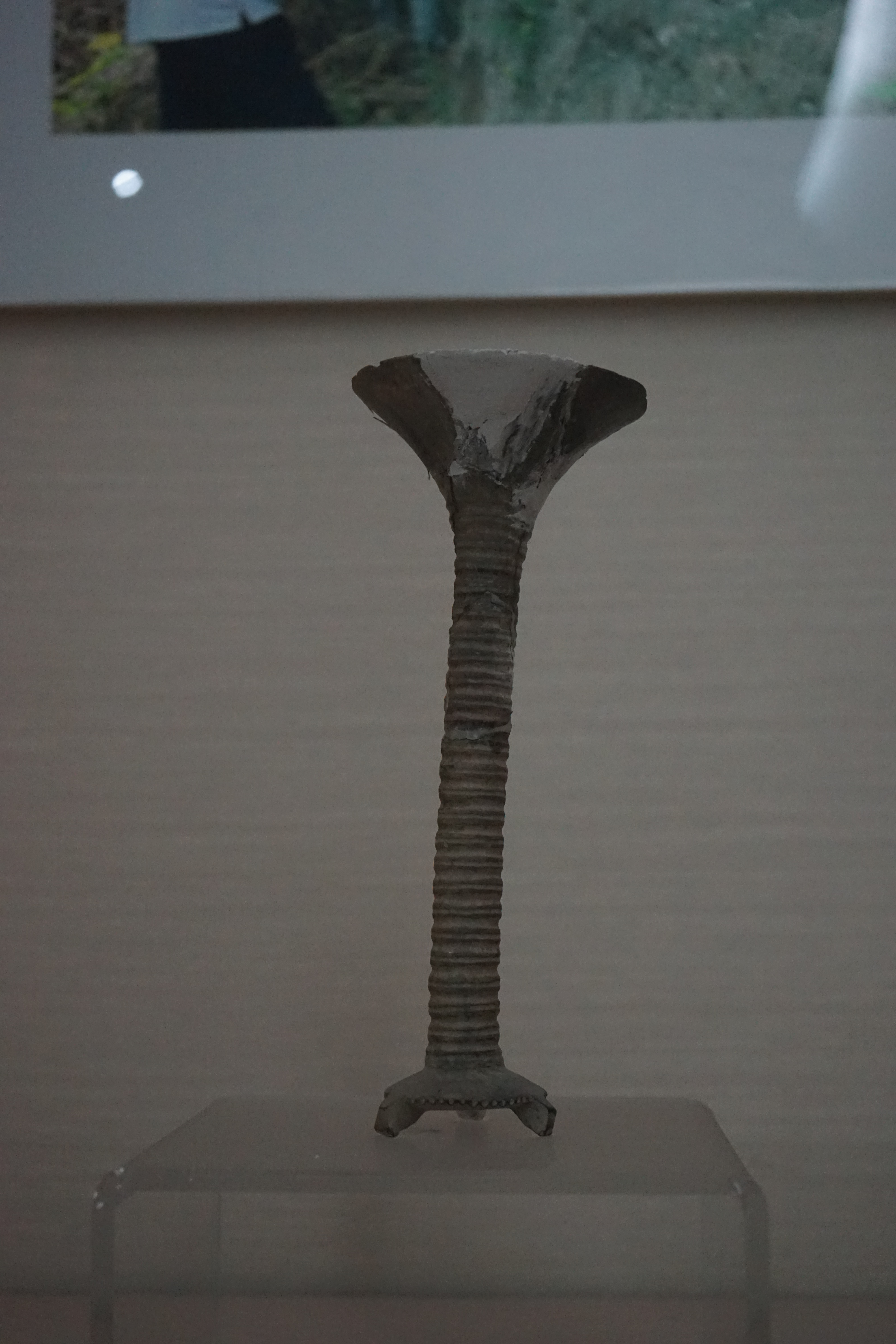
蛋壳灰陶高柄觚，丁坞遗址出土

### 大汶口文化
大汶口文化层出土了红陶器、灰陶器和鬶、罐、钵、豆、盆、壶、甗石器等古器物。
东平县文化局工作人员从当地群众手中征集到一件月牙纹青玉斧，长20厘米、宽10厘米、厚1.5厘米。是大汶口文化时期的重要遗物。

### 龙山文化
龙山文化层出土了鼎、豆、盆、杯等古器物。
1993年，还发现该遗址东南处有一处龙山文化时期的墓葬。在其头部发现蛋壳灰陶高柄觚一件，应为龙山文化早期遗物。